# Ernst Josephson
Ernst Josephson (Estocolm,16 d'abril de 1851 – 22 de novembre de 1906) va ser un pintor suec d'una família jueva prominent, dedicat principalment a la realització de retrats i pintures costumistes.
Va fer els seus estudis d'art a Itàlia, França i els Països Baixos, entre d'altres, i és conegut per haver afirmat a l'edat de 20 anys: "esdevindré el Rembrandt de Suècia o moriré ."
Tanmateix, la seva vida va estar marcada per la malaltia. Va contreure sífilis a una edat relativament jove, i el 1888 esdevingué mentalment malalt durant una estada a Bretanya, amb al·lucinacions religioses i creient que era Déu i Crist.
Va ingressar a continuació en un hospital d'Uppsala on se li va diagnosticar esquizofrènia, però va continuar treballant tot i la seva malaltia, sovint durant els episodis de la malaltia.
També va escriure poesia, en les col·leccions Svarta rosor (1888, Roses Negres) i Gula rosor (1896, Roses Grogues). La seva obra principal, Näcken (1884, L'Ondina), va ser rebutjada pel Museu Nacional suec d'Estocolm – tanmateix, el Príncep Eugeni, Duc de Närke, va comprar la pintura enfurismat per aquesta decisió.
La pintura de Josephson "Strömkarlen" mostra la forta influència que ha tingut en lel moviment modern de pintors figuratius escandinaus, especialment el noruec Odd Nerdrum.
L'actor Erland Josephson és el seu net.

## Galeria

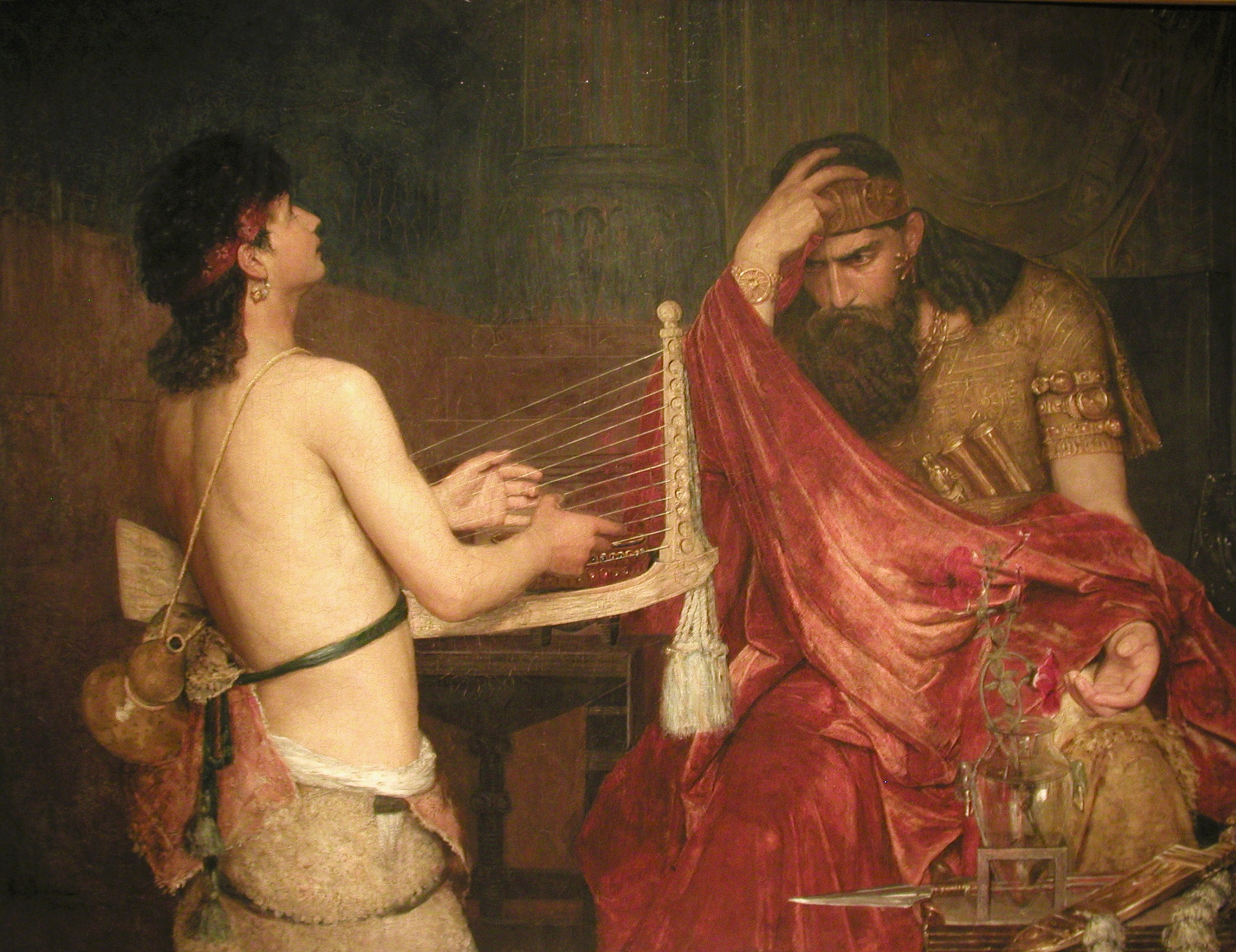
David i Saul, (1878).
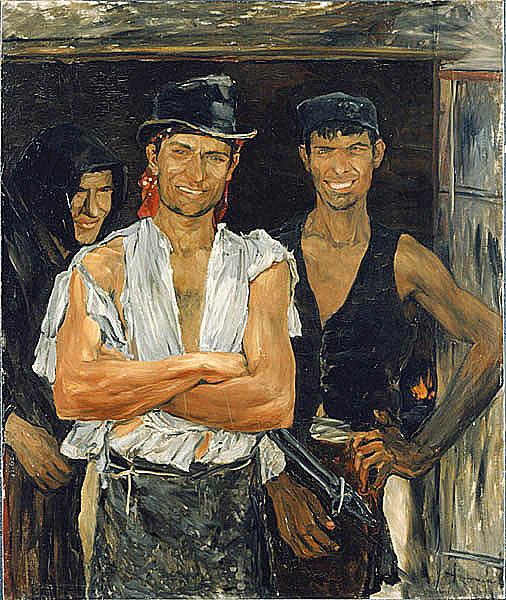
Ferrers espanyols, (1881).
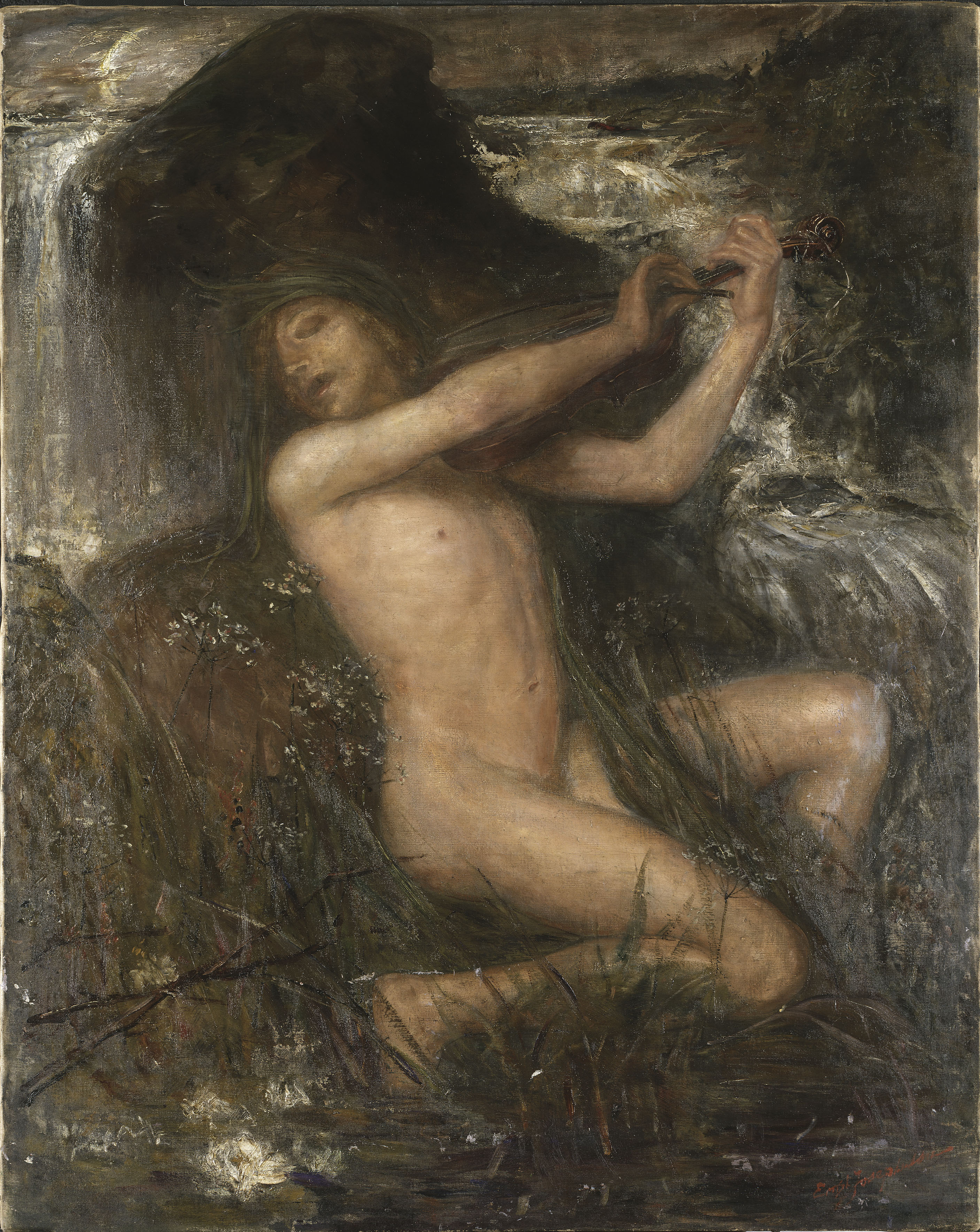
Näcken, (1882).
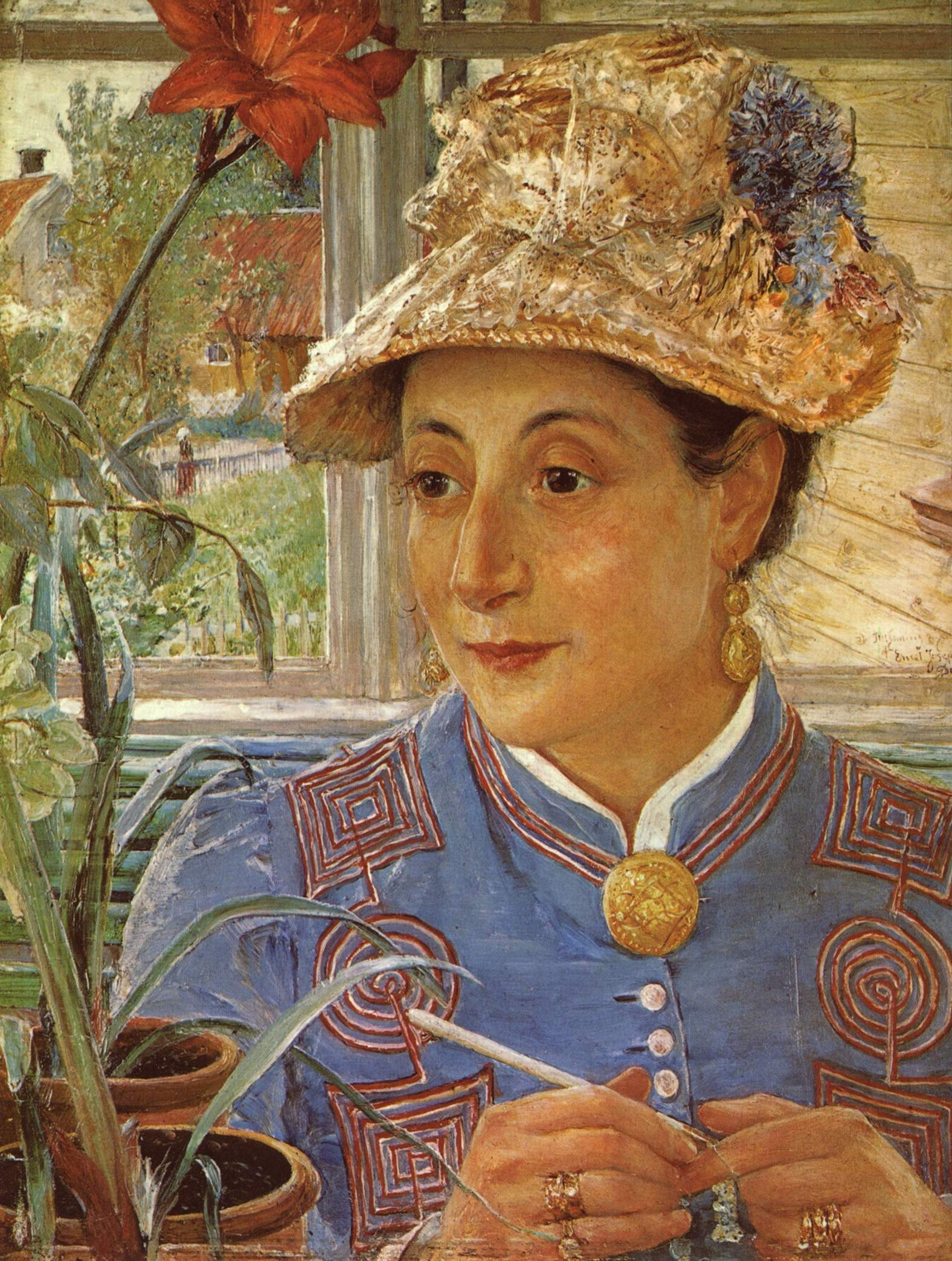
Retrat de Jeanette Rubenson, (1883).
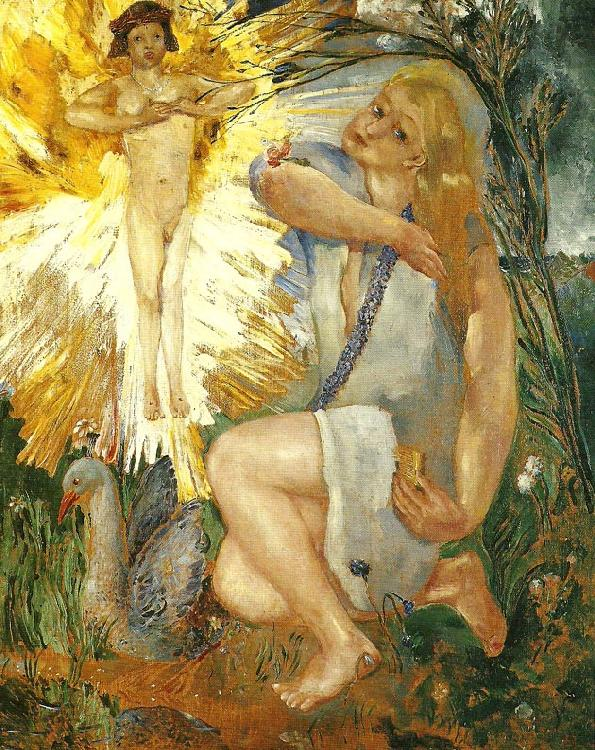
Gåslisa, (1888–1890).
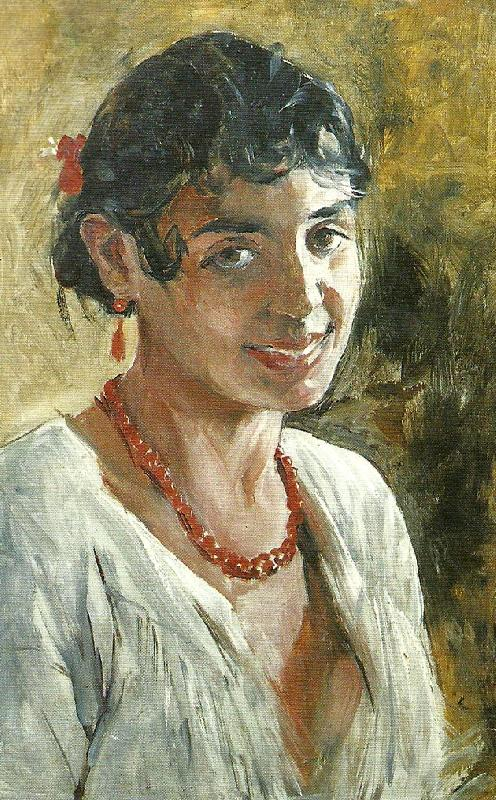
Somriure, (1890).